# マイキー・ムーア
マイキー・ムーア（Clinton Renard "Mikki" Moore、1975年11月4日 - ）はアメリカ合衆国サウスカロライナ州オレンジバーグ出身の元バスケットボール選手。ポジションはセンター、フォワード。213cm、101kg。

## 経歴
ネブラスカ大学でプレーした後、1998-1999シーズン中にドラフト外でデトロイト・ピストンズに入団。ジャーニーマンであり、下部リーグとの行き来を繰り返しながら、ピストンズ、ボストン・セルティックス、アトランタ・ホークス、ニュージャージー・ネッツ、ユタ・ジャズ、ロサンゼルス・クリッパーズ、シアトル・スーパーソニックスを渡り歩き、独立リーグのCBAやギリシアでもプレーした。
サイズとエネルギッシュさを持ち合わせながら、なかなか大成しないプレイヤーだった彼が脚光を浴びるようになったのは、過去に4ゲームだけ加入したことのあるネッツに戻った2006-2007シーズンである。センターのネナド・クリスティッチの故障により、バックアップセンターだったムーアに出番が回ってきた。多くの出場時間を与えられたムーアはチームの期待に応え、得点面で貢献。シーズン終盤ぎりぎりで規定数であるフィールドゴール成功数300本を越え、そのシーズンのフィールドゴール成功率でリーグトップの成績を残した。
2007年7月13日、サクラメント・キングスへ移籍した。
2008-2009シーズン中盤、キングスからウェイブされた。その後、ボストン・セルティックスへ移籍。
シーズン後、ゴールデンステート・ウォリアーズへ移籍。

## プレイスタイル
7フッター（7フィート＝213cm）ながら身体の線は細く、ゴール下でのパワー対決やポストプレイには向かないが、その分を機動力で補い、積極的にペイントエリア内に走り込んでは着実に得点を挙げ、ミドルレンジからのジャンプショットも正確である。